# Embrich von Einsiedeln
Embrich (OSB) (* 10. Jahrhundert oder 11. Jahrhundert; † 8. Februar 1051) war von 1026 bis 1051 der 5. Abt des Klosters Einsiedeln.

## Leben
Embrichs Herkunft ist unklar. Es wird berichtet, dass er Freiherr von Abensberg und Weltkleriker war, bevor er ins Kloster eintrat. Andere Quellen sehen in ihn einen Kanoniker von Freising.
Zum Abt von Einsiedeln wurde Embrich am 26. Februar 1026 gewählt. Unter seiner Führung hielt der gute Ruf des Klosters an. Von besonderer Bedeutung war die Gründung des Klosters Muri, das seine ersten Vorsteher und Mönche aus Einsiedeln erhielt.
Unter Embrichs Regierung kam es zum ersten Klosterbrand, welcher wohl auf eine Brandstiftung durch den Grafen Eppo zurückzuführen ist. Dieser wollte sich nach dem Entzug der Vogtei, die bereits sein Vater innehatte, am Kloster rächen. Die zerstörten Gebäude konnten allerdings wiedererrichtet werden.
Am 6. Oktober 1039 erhielt Einsiedeln die Reliquien des heiligen Meinrad von Reichenau.